# Macaca leonina
Macaca leonina е вид бозайник от семейство Коткоподобни маймуни (Cercopithecidae). Видът е световно застрашен, със статут Уязвим.

## Разпространение
Разпространен е в Бангладеш, Виетнам, Индия, Камбоджа, Китай, Лаос, Мианмар и Тайланд.